# 阿维亚德劳维斯帕利亚
阿维亚德劳维斯帕利亚，是西班牙卡斯蒂利亚-拉曼恰昆卡省的一个市镇。总面积63平方公里，2001年总人口76人，人口密度1人/平方公里。